# Oroplexia tripartita
Oroplexia tripartita là một loài bướm đêm trong họ Noctuidae.